# Biton villosus
Biton villosus är en spindeldjursart som beskrevs av Roewer 1933. Biton villosus ingår i släktet Biton och familjen Daesiidae. Inga underarter finns listade.